# Malte Spitz

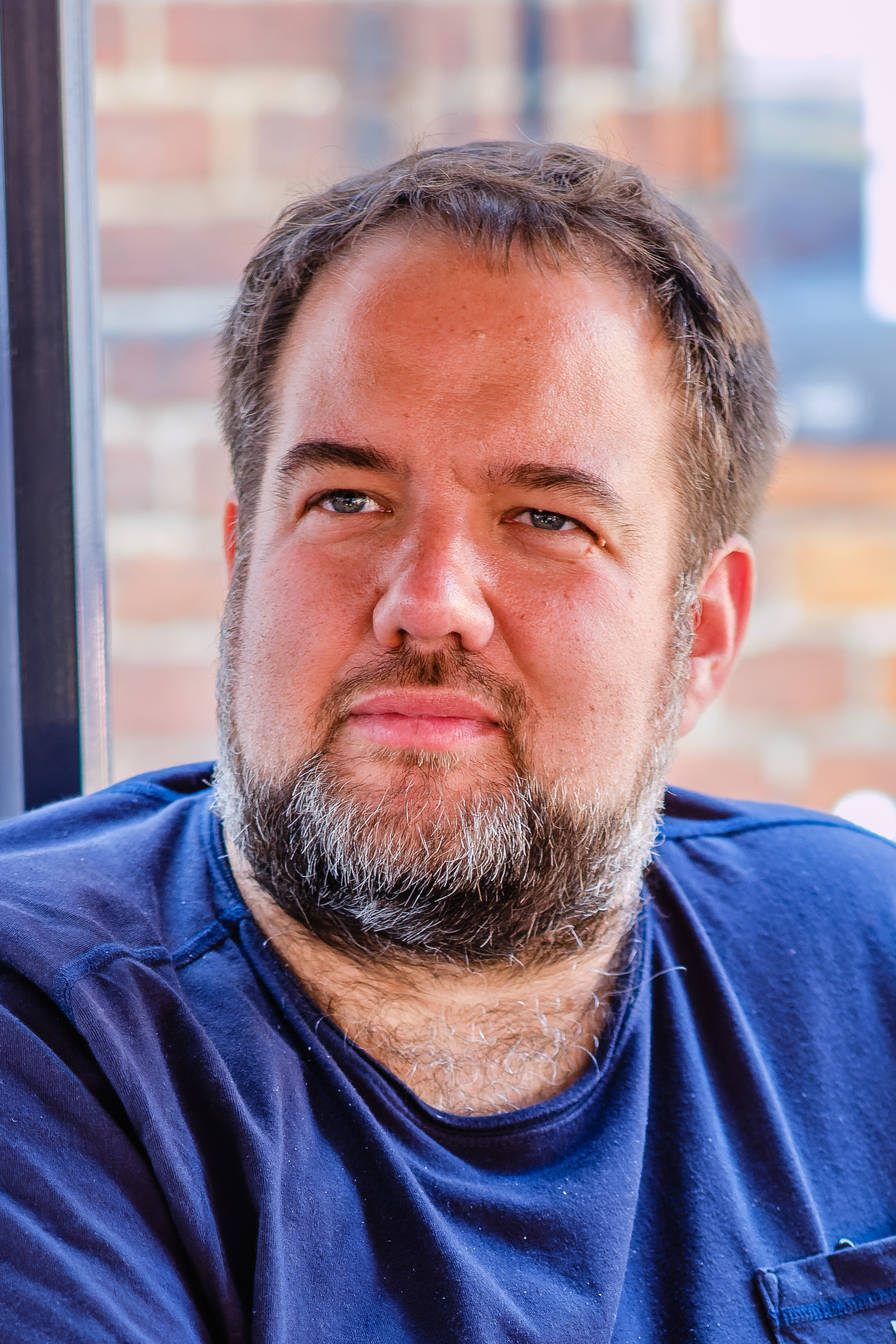
Malte Spitz, 2023

Malte Spitz (* 14. April 1984 in Telgte) ist ein deutscher Politiker (Bündnis 90/Die Grünen) und Bürgerrechtler. Spitz war von 2004 bis 2006 politischer Bundesgeschäftsführer der Grünen Jugend und war 2006 bis 2013 Beisitzer im Bundesvorstand von Bündnis 90/Die Grünen und von 2013 bis 2022 im Parteirat von Bündnis 90/Die Grünen. Von Juni 2014 bis Mai 2016 war er Mitglied im Landesvorstand von Bündnis 90/Die Grünen Nordrhein-Westfalen. Er ist Mitgründer und Generalsekretär der Gesellschaft für Freiheitsrechte. Seit Mai 2022 ist er Mitglied im Nationalen Normenkontrollrat.

## Leben
Eigenen Angaben zufolge machte er  2000 zunächst seinen Realschulabschluss, besuchte dann ein Jahr als Austauschschüler eine High School in Tomball (Texas) und absolvierte nach seiner Rückkehr das Abitur am Collegium Johanneum. 2003 zog er nach Berlin und begann ein Studium der Volkswirtschaftslehre an der Humboldt-Universität.

## Parteiämter
Spitz trat 2001 in die Grüne Jugend und Bündnis 90/Die Grünen ein. Von Mai 2004 bis November 2006 war er politischer Bundesgeschäftsführer der Grünen Jugend. Auf der Bundesdelegiertenkonferenz  am 2. Dezember 2006 in Köln wurde er (damals erst 22 Jahre alt) als Beisitzer in den Bundesvorstand von Bündnis 90/Die Grünen gewählt, er setzte sich gegen den heutigen Bundeswirtschaftsminister Robert Habeck bei einer Kampfkandidatur durch. Im November 2008 wurde er auf der Bundesdelegiertenkonferenz in Erfurt in einer Kampfabstimmung gegen Melanie Schnatsmeyer mit 66,4 Prozent der Stimmen im Amt bestätigt. Im November 2010 auf der Bundesdelegiertenkonferenz in Freiburg mit 53,9 Prozent gegen Stephan Schilling, ehemaliger Sprecher der Grünen Jugend. Bei seiner dritten Wiederwahl im November 2012 in Hannover votierten 84 Prozent der Parteitagsdelegierten für Spitz.
Nach der für Bündnis 90/Die Grünen verlorenen Bundestagswahl 2013 gab Spitz bekannt, dass er nicht mehr für den Bundesvorstand kandidieren wolle. Zwischendurch wurde er als Nachfolger von Steffi Lemke als Bundesgeschäftsführer gehandelt. Spitz kündigte aber an, auf diese Kandidatur zu verzichten, um künftig mehr Zeit für Familie und Studium zu haben. Stattdessen kandidierte er fünf Mal in Folge erfolgreich für den Parteirat.
Auf dem Landesparteitag in Siegburg am 14./15. Juni 2014 wurde Spitz als Mitglied in den Vorstand des nordrhein-westfälischen Landesverbandes gewählt.
Spitz ist Mitverfasser des Grünen Männermanifestes.
Spitz leitete für Bündnis 90/Die Grünen die Koalitionsverhandlungen 2021 im Bereich Digitale Innovationen und digitale Infrastruktur.

## Netzpolitik und Bürgerrechte
Spitz hat seit 2005 das Fairsharing-Netzwerk zur Einführung einer Kulturflatrate mit aufgebaut und war auch einer dessen Sprecher. Im April 2010 gründete er in Protest gegen die Datenschutzpolitik von Facebook die Gruppe Facebook Privacy Control - NOW! die parteiübergreifend über 75.000 Unterstützer fand.  Er ist zudem Gründer der Initiative „Pro Netzneutralität“ die sich für eine gesetzliche Verankerung der Netzneutralität ausspricht.
Im Sommer 2009 hat er den Mobilfunkbetreiber T-Mobile auf Herausgabe seiner Vorratsdaten verklagt und die Daten im Februar 2011 der Zeit zur Verfügung gestellt. Die Veröffentlichung der Vorratsdaten wurde mit dem Grimme Online Award 2011 des Grimme-Institut in der Kategorie Spezial ausgezeichnet. Zudem gab es im Jahr 2011 für die Visualisierung der Vorratsdaten von Malte Spitz auch einen LeadAward in Gold der Lead-Academy als „Webspecial des Jahres“, so wie einen „Online Journalism Award“ in der Kategorie „Outstanding Informational Graphic or Data Visualization, Professional“. Diese Veröffentlichung sowie ein Vortrag von Spitz auf der TED Global 2012 zu diesem Thema fand eine breite, über mehrere Jahre hinweg andauernde internationale Medienresonanz. Spitz veröffentlichte mehrere Gastbeiträge zu netzpolitischen Themen in renommierten deutsch- und englischsprachigen Medien.
Spitz gehört zu den Initiatoren der Charta der Digitalen Grundrechte der Europäischen Union, die Ende November 2016 veröffentlicht wurde.
Er ist Generalsekretär der Gesellschaft für Freiheitsrechte, die sich mit strategischen Klagen für Grund- und Menschenrechte einsetzt.
Im Mai 2022 wurde Spitz von Bundespräsident Steinmeier für fünf Jahre als Mitglied des Nationalen Normenkontrollrates ernannt.

## Publikationen
- Daten – das Öl des 21. Jahrhunderts? Nachhaltigkeit im digitalen Zeitalter. Hoffmann und Campe, Hamburg 2017, ISBN 978-3-455-00030-6.
- mit Brigitte Biermann: Was macht ihr mit meinen Daten? Hoffmann und Campe, Hamburg 2014, ISBN 978-3-455-50328-9.

## Kandidaturen
Spitz war Kandidat im Wahlkreis Unna I für Bündnis 90/Die Grünen für die Bundestagswahl 2013 und steht auf Platz 16 der Landesliste in Nordrhein-Westfalen. Im Wahlkreis erreicht er mit 5,6 % der Erststimmen hinter den Kandidaten von SPD und CDU das drittbeste Ergebnis. Da der Landesverband Nordrhein-Westfalen von Bündnis 90/Die Grünen nur 13 Landeslistenmandate erzielte, reichte ihm der 16. Platz auf der Landesliste nicht zum Einzug in den Bundestag.

## Privates
Spitz stottert. Er lebt in Berlin und ist mit der Grünen-Politikerin Silke Gebel verheiratet.